# Tamara Safonova
Pour les articles homonymes, voir Safonova.
Tamara Stepanovna Safonova (russe : Тамара Степановна Сафонова), née le 24 juin 1946 à Moscou, est une plongeuse soviétique.

## Biographie
Elle se classe 5e en tremplin à 3 mètres aux Jeux olympiques d'été de 1964 à Tokyo. Elle remporte aux Jeux olympiques d'été de 1968 à Mexico la médaille de bronze du plongeon individuel à 3 mètres.
Elle remporte trois médailles de bronze européennes en tremplin (1966, 1970 et 1974).
Elle est mariée au plongeur Mikhail Safonov, champion d'Europe en 1966.